# Дом Грибушина
Дом Грибушина — особняк в стиле барокко с элементами модерна в Перми, памятник архитектуры. Название получил по имени владельца здания купца Сергея Михайловича Грибушина. Расположен по адресу ул. Ленина, 13а.

## История

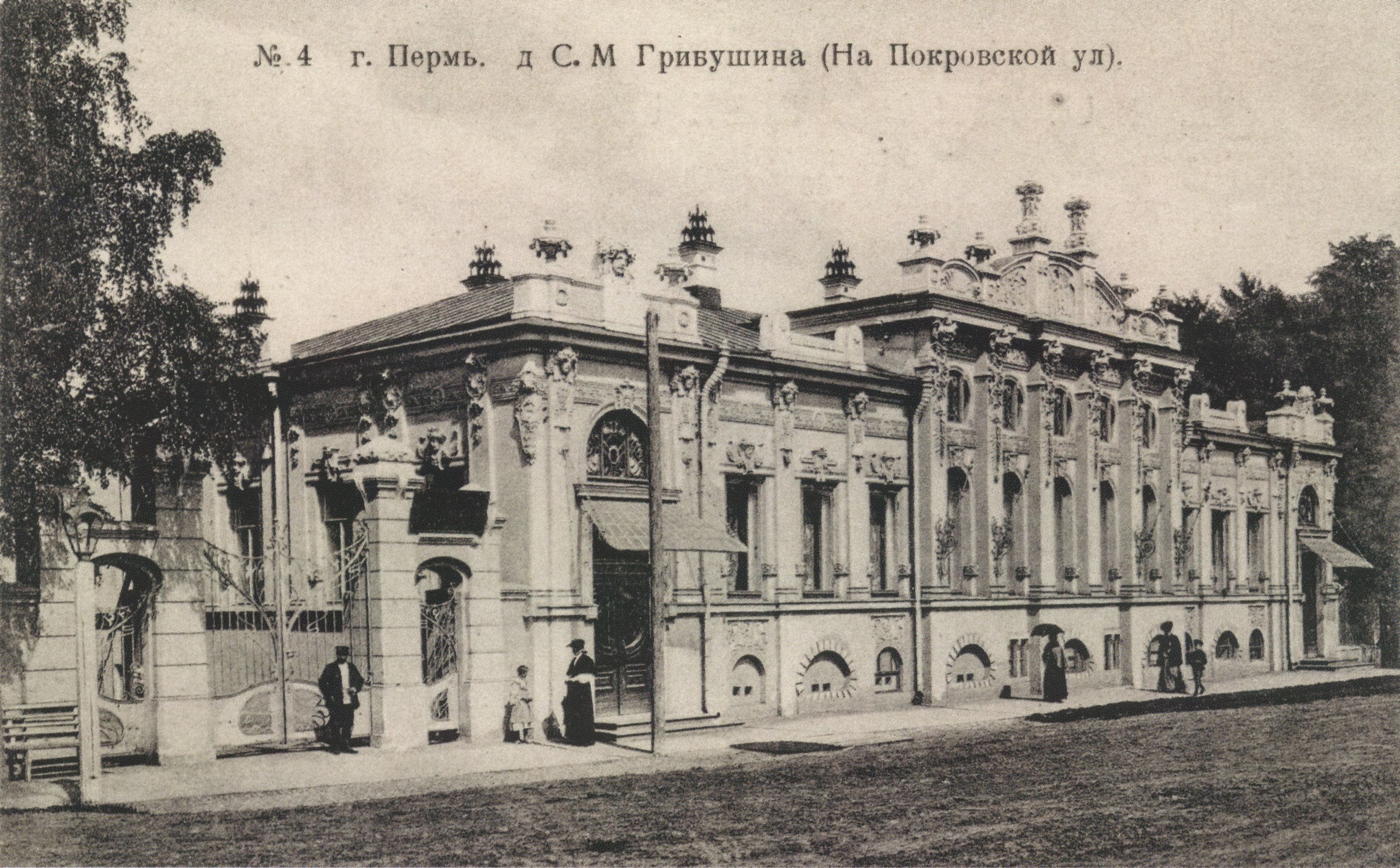
Дом С. М. Грибушина, 1913 г.

Дом купца Сергея Михайловича Грибушина построен в 1895—1897 годах пермским архитектором А. Б. Турчевичем в стиле живописного модерна.
Особняк был построен в 1895—1897 гг. для семьи чиновника Кашперова, в 1899 году перекуплен сыном миллионера Поклевского-Козелл. В 1905 году дом купил Сергей Михайлович Грибушин и перестроил его на свой лад. Именно в нём он и проживал до своей смерти в 1915 году, после чего дом перешёл в собственность вдовы Анны Никитичны Грибушиной. В 1919 году Грибушины эмигрировали за границу.
С 3 марта 1919 года в доме располагалась гарнизонная офицерская лавка, затем — военный госпиталь. С 1921 года в этом здании находилась часть детского отделения городского туберкулёзного диспансера. А с 1922 года была открыта детская больница, просуществовавшая в доме до передачи его в 1988 году Пермскому научному центру УрО РАН. В настоящее время здесь располагается Пермский федеральный исследовательский центр.
В 1987—1995 годах дом был отреставрирован, но, из-за нехватки средств у ПНЦ, фасад здания был лишь покрашен, причём краской, полученной в качестве благотворительной помощи. Поэтому к 2008 году здание имело ядовито-синий цвет.
В 2009 году начата новая реконструкция фасада здания.
Считается, что именно этот дом изображён в романе Бориса Пастернака «Доктор Живаго» как «дом с фигурами».

## Архитектурное решение

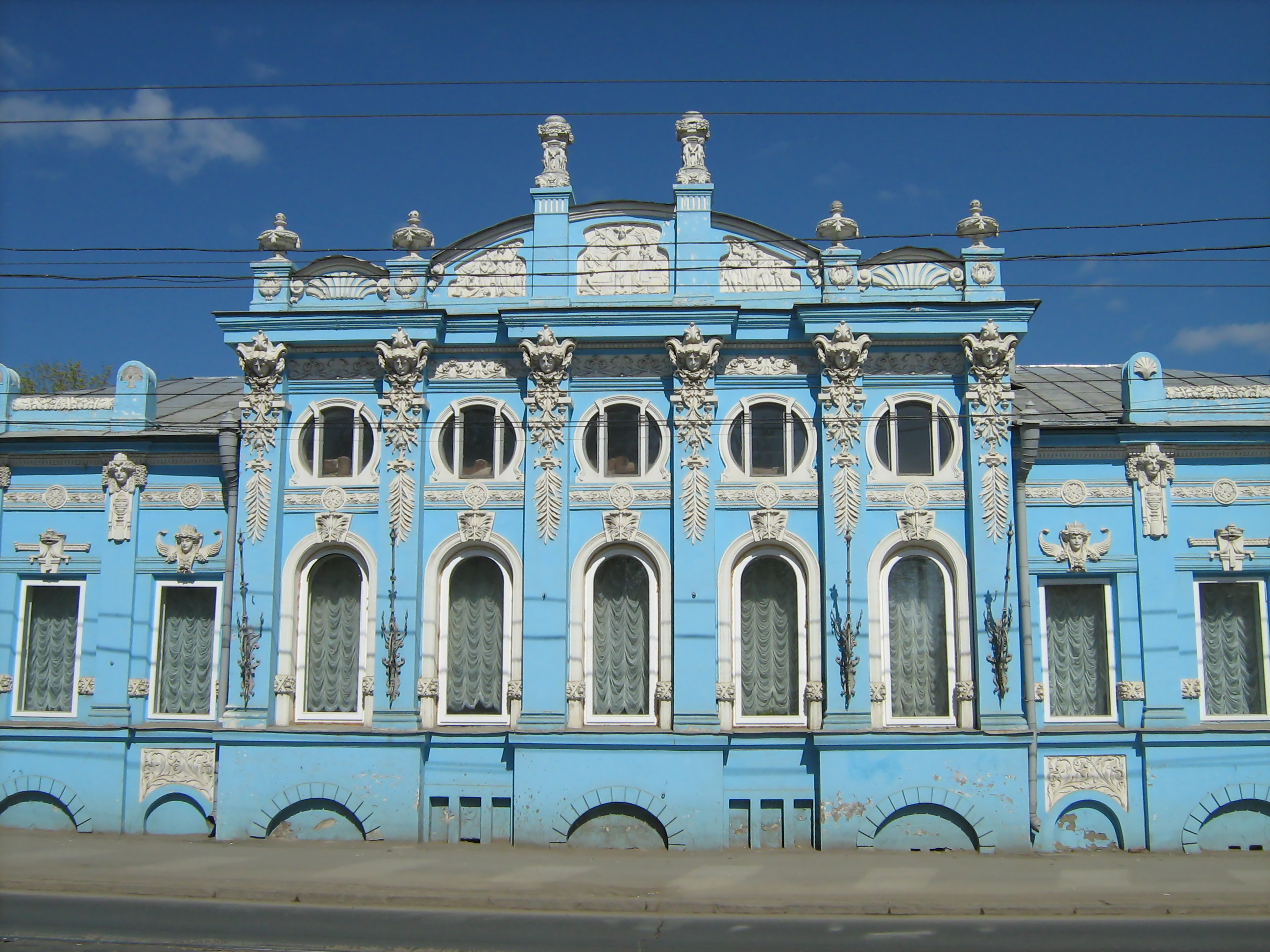
Центр фасада
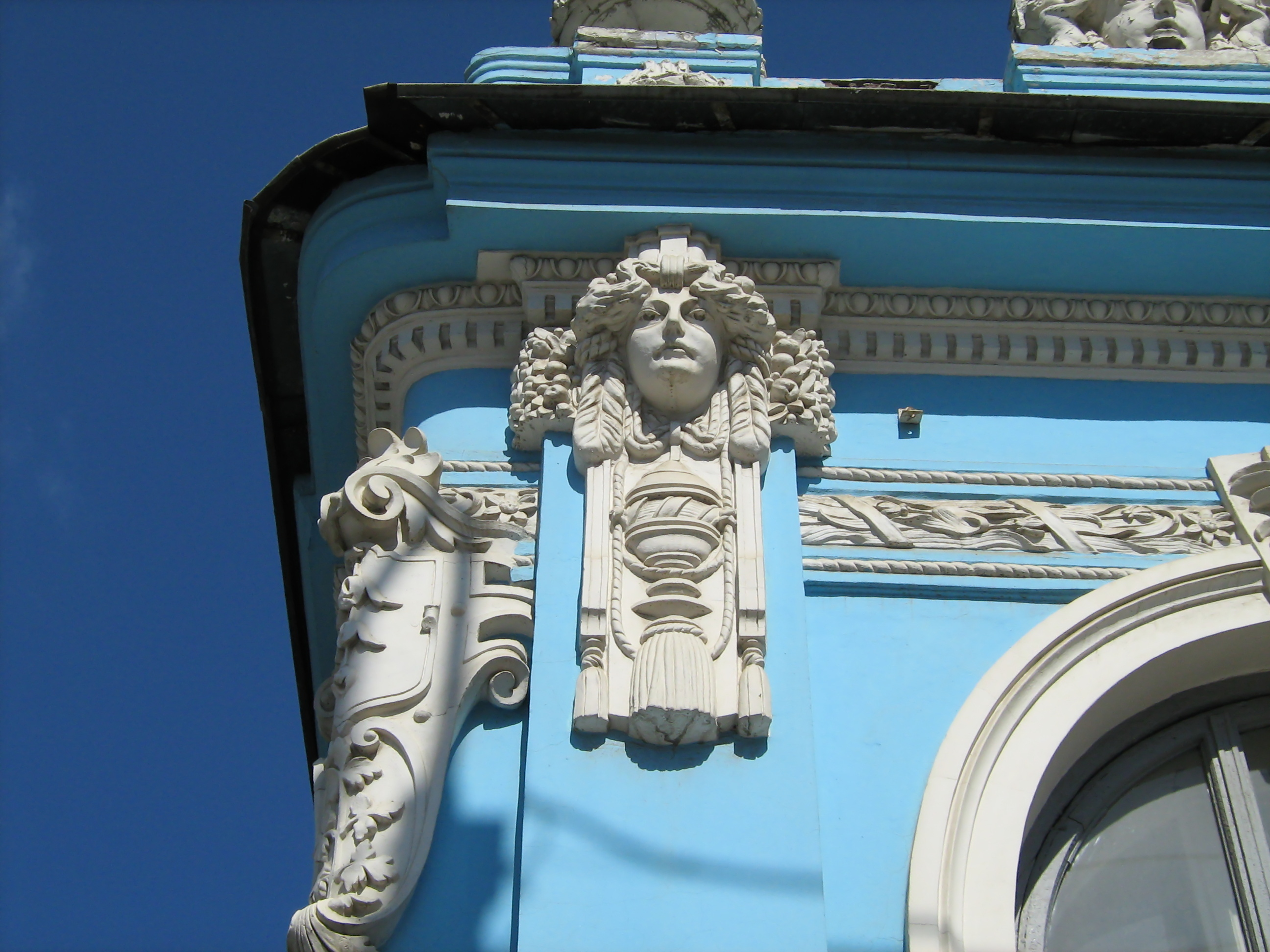
Лепное украшение
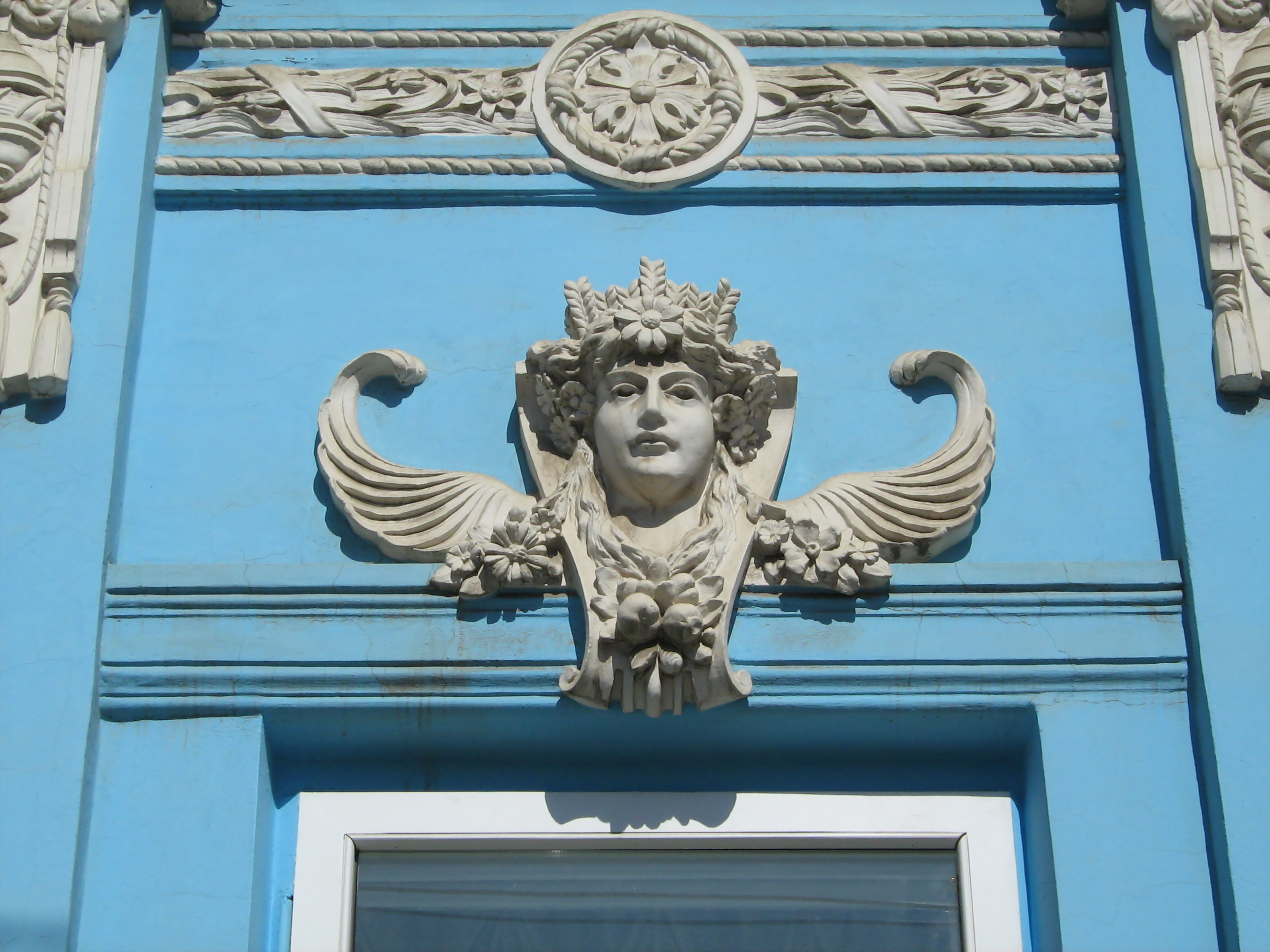
Лепное украшение
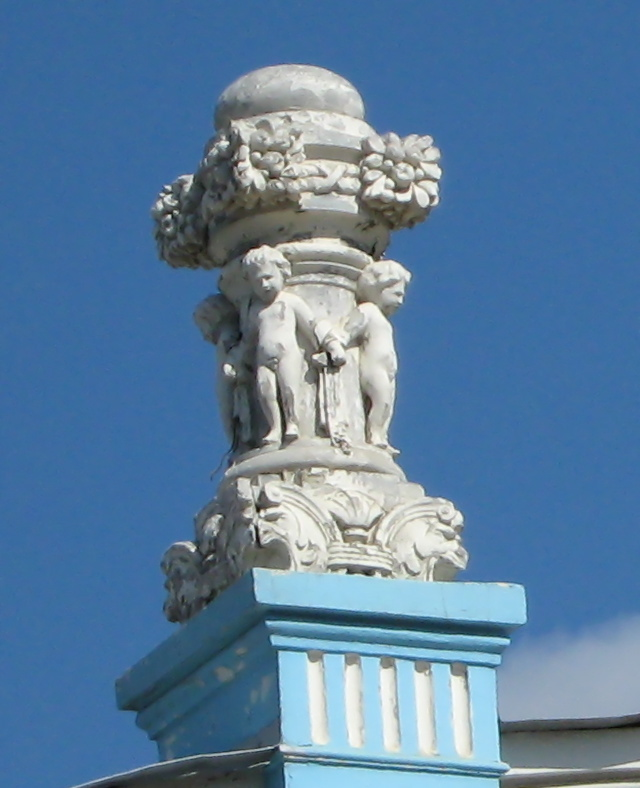
Скульптура на крыше

Дом Грибушина — это здание в бело-голубых тонах, с использованием коринфского ордера с чётким делением фасада колоннами. Одно из самых красивых и нарядных зданий Перми. Стены здания слоистые: наружный и внутренние слои сделаны из кирпича, а в середине — стволы лиственницы. Уникален дом и своим оформлением — он украшен лепными украшениями в 18-и комнатах и на фасаде. Лепка выполнена художником-самоучкой Петром Агафьиным. Женские лица в рельефных изображениях выполнены с фотографий из семейного альбома Грибушиных. Новый вид особняк приобрёл после реконструкции известным архитектором Александром Турчевичем.

## Культурная деятельность
С 1992 года в здании ПНЦ УрО РАН началось возрождение культурной традиции, существовавшей при прежних владельцах Грибушиных. Тогда в парадной гостиной, как было задумано А. Б. Турчевичем, осуществлялись постановки пермского кружка любителей драматического искусства. Владельцы дома собирали здесь местную интеллигенцию на музыкальные вечера.
Теперь в жизнь научного и культурного сообщества города вошли ежемесячные концерты камерной классической музыки в парадной гостиной.